# Jorge Ugarte
Jorge Ugarte Vial (1903-2001) fue un abogado chileno. Hijo de José María Ugarte Ovalle, agricultor, diplomático, experto en temas internacionales, y de Carmen Vial Carvallo. 
Asistió al Colegio San Ignacio de Santiago, regentado por la Compañía de Jesús, y estudió Derecho en la Pontificia Universidad Católica de Chile, realizando su memoria sobre El Comodato; se recibió de abogado en 1927. Contrajo matrimonio con María Blanca Godoy Ossa, con quien tuvo cuatro hijos.
Fue Director durante 40 años de la Biblioteca del Congreso Nacional de Chile en el período de 1931-1971, cargo en el que sucedió a Don Adolfo Labatut. Con él se inició un fructífero y sostenido primer período de modernización de la Biblioteca, durante el cual cabe destacar la introducción del sistema internacional de Clasificación Decimal Universal para el material bibliográfico. Participó también en la reorganización de las bibliotecas del Senado de EE. UU. y de las Naciones Unidas, para cuyo efecto fue huésped oficial del Departamento de Estado de los Estados Unidos.
En la década de 1949 impulsó la creación de Enciclopedia Chilena, cuyo objetivo era la descripción del país en los aspectos cultural, histórico, biográfico, científico y geográfico. Las investigaciones se iniciaron a fines de los años cuarenta, consiguiendo Ugarte que los congresistas crearan la Editorial Jurídica de Chile para poner en marcha el proyecto. En junio de 1949 Jorge Ugarte fue nombrado Director Ad-Honorem de la Enciclopedia Chilena, manteniendo su calidad como miembro del Consejo Editorial y Gerente General de la Editorial Jurídica de Chile, cargo que ostentó durante 23 años, gerente general y miembro del Consejo de la Editorial Jurídica de Chile o Editorial Andrés Bello, en cuya fundación y desarrollo había participado en forma tan destacada.
Fue fundador y director del Repertorio de Legislación y Jurisprudencia Chilenas, obra jurídica que ha publicado la Editorial Jurídica de Chile en forma continua hasta la fecha. Fue asimismo consultor legal de la Sociedad Nacional de Agricultura.
En 1969 don Jorge Ugarte Vial dejó su cargo de Director de la Biblioteca del Congreso Nacional y fue reemplazado por el arquitecto don Isidro Suárez F. El Senado galardonó su trayectoria el 22 de abril de 1969, y en la Biblioteca del Congreso, la sala que contiene los Libros Raros y Valiosos, situada en el antiguo edificio del Parlamento, lleva su nombre.
Ugarte falleció en Santiago en febrero de 2001, a la edad de 97 años.